# التمیتویدا
التمیتویدا (به آلمانی: Altmittweida) یک شهر در آلمان است که در زاکسن واقع شده‌است.

## خصوصیات
التمیتویدا ۱۴٫۰۷ کیلومترمربع مساحت دارد ۲۸۶ متر بالاتر از سطح دریا واقع شده‌است.